# Maude Adams

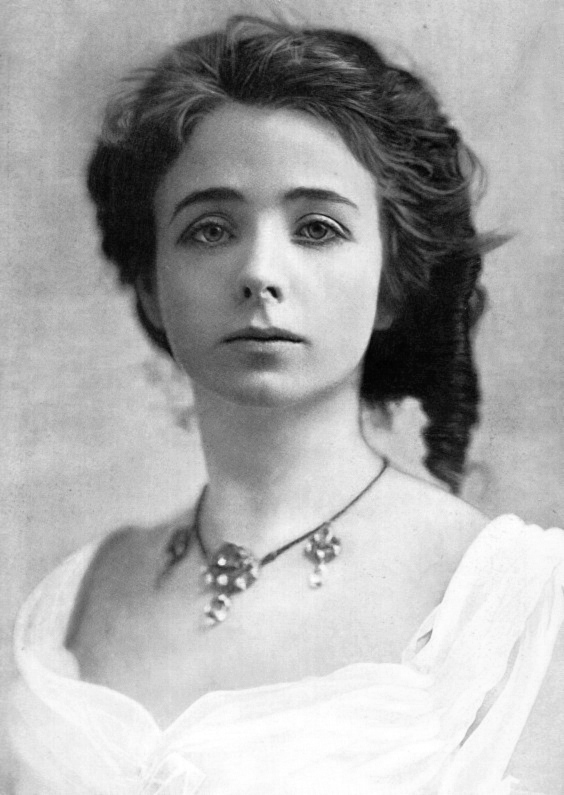
Maude Adams, um 1892

Maude Adams, eigentlich Maude Ewing Adams Kiskadden (* 11. November 1872 in Salt Lake City, Utah; † 17. Juli 1953 in Tannersville, New York) war eine US-amerikanische Theaterschauspielerin zu Beginn des 20. Jahrhunderts.  Ihre Paraderolle war die des Peter Pan, eine literarische Figur von Sir James Matthew Barrie.

## Leben

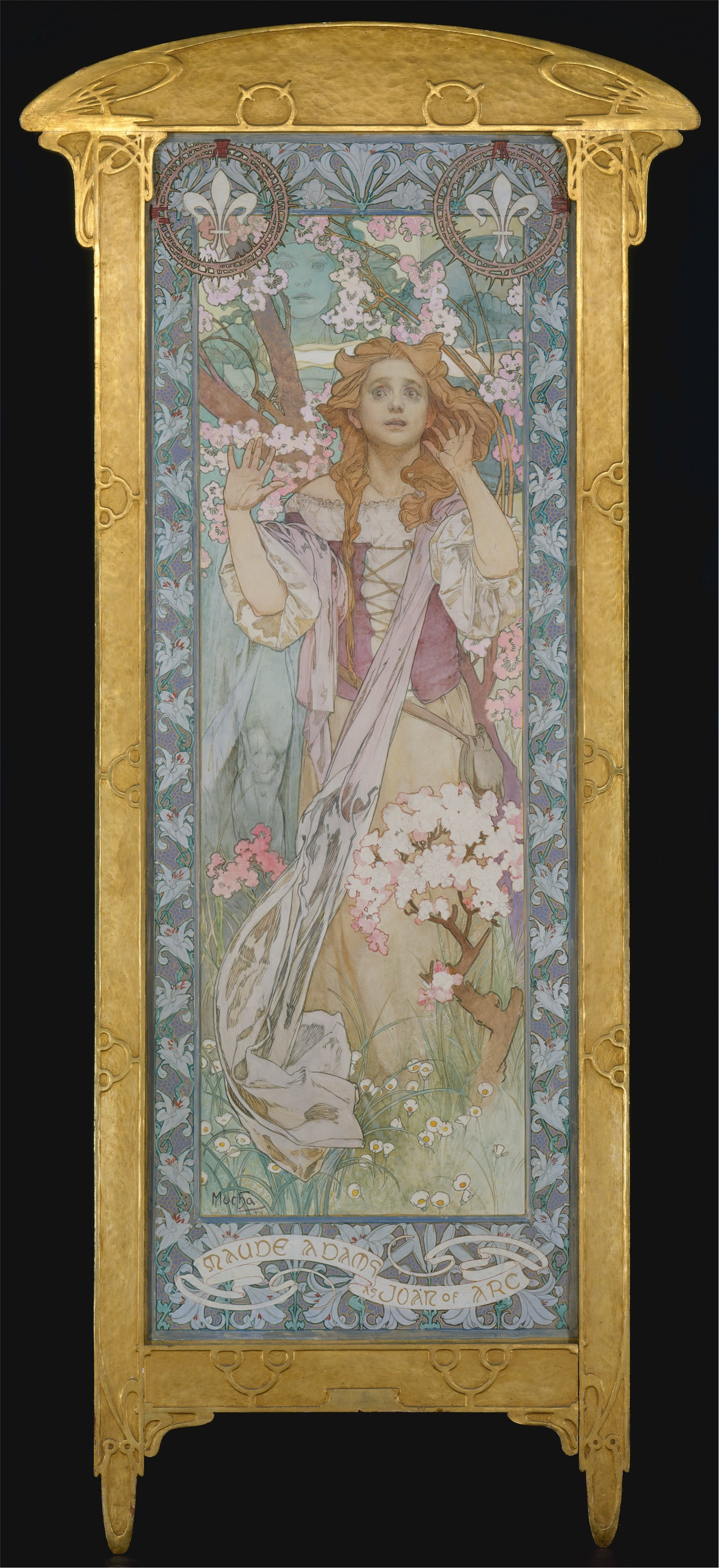
Maude Adams als Jeanne d’Arc, Malerei von Alfons Mucha, 1909.

Maude Kiskadden war die Tochter des Bankiers John Henry Kiskadden und seiner Ehefrau Asaneth Ann „Annie“ Adams, einer der führenden Damen der Gesellschaft von Salt Lake City. Schon als Baby war Maude im Arm ihrer Mutter auf der Bühne zu sehen. 
Als Schauspielerin wurde sie von dem New Yorker Theaterproduzenten Charles Frohman gefördert, der ihr unter anderem 1905 die Rolle des Peter Pan in seiner Produktion des Theaterstücks von J. M. Barries Peter Pan gab. Gerüchte, dass Frohman und Adams heimlich geheiratet hätten, kommentierte keiner von ihnen; es wurde auch nie bestätigt. Heute gilt es als wahrscheinlich, dass Adams lesbisch war und eine über 45 Jahre lange Beziehung mit der Journalistin Louise Boynton hatte.
Maude Adams galt in den ersten beiden Jahrzehnten des 20. Jahrhunderts als einer der größten und bestbezahlten amerikanischen Theaterstars. Neben Peter Pan spielte sie auch mit großem Erfolg noch in weiteren Werken Barries wie The Little Minister, Quality Street und What Every Woman Knows. Ihre erfolgreichste Rolle als Peter Pan belebte sie noch mehrfach neu. Am Broadway sind insgesamt über zwei Dutzend Produktionen mit ihr zwischen 1888 und 1917 nachweisbar. Neben Auftritten in New York spielte sie viele Tourneen in den Vereinigten Staaten.
1918 zog sich die als schüchtern geltende Adams aus dem Schauspielgeschäft zurück. Sie widmete sich, teils in Zusammenarbeit mit General Electric, technischen Interessen wie der Verbesserung des Bühnenlichtes oder der frühen Farbfotografie. 1931 und 1934 kehrte sie noch einmal für zwei Shakespeare-Stücke auf die Bühne zurück. Von 1937 bis 1949 lehrte sie Schauspiel als Professorin am Stephens College in Columbia, ehe sie sich final in den Ruhestand zurückzog.
Trotz einiger Angebote spielte Adams nie in einem Film mit. Für seinen Film Gauner mit Herz (1938) konnte Produzent David O. Selznick sie immerhin für Probeaufnahmen für die Rolle der Miss Fortune gewinnen, welche heute noch erhalten und damit die einzigen Videoaufnahmen von ihrem Schauspiel sind. Letztlich scheiterte ihre Besetzung an ihrer Ablehnung der Rolle oder nach anderen Angaben unterschiedlichen Gehaltsvorstellungen.
Maude Adams starb 1953 im Alter von 80 Jahren in ihrem Haus in den Catskill Mountains an einem Herzinfarkt.

## Rezeption
Der amerikanische Schriftsteller Richard Matheson entdeckte während einer Reise im Piper's Opera House in Virginia City die oben abgebildete Fotografie von Maude Adams. Er war davon so fasziniert, dass sie ihn zu seinem 1975 erschienenen Roman Bid Time Return inspirierte. 1980 wurde er unter dem Titel Ein tödlicher Traum (Originaltitel Somewhere in Time)  mit Jane Seymour und Christopher Reeve in den Hauptrollen verfilmt.

## Broadwayaufführungen (Auswahl)
- 1888: Lord Chumley
- 1889: A Midnight Bell
- 1890: Men and Women
- 1892: The Masked Ball
- 1894: The Butterflies
- 1894: The Bauble Shop
- 1895: The Imprudent Young Couple
- 1895: Christopher, Jr.
- 1896: The Squire of Dames
- 1896: Rosemary
- 1897: The Little Minister
- 1899: Romeo und Julia
- 1900: L’Aiglon
- 1901: Quality Street
- 1903: The Pretty Sister of Jose
- 1904: The Little Minister
- 1905: ‘Op o’ Me Thumb
- 1905: Peter Pan
- 1908: Quality Street
- 1908: The Jesters
- 1908: The-Merry-Go-Round
- 1908: What Every Woman Knows
- 1911: Chantecler
- 1914: The Legend of Leonora
- 1916: The Little Minister
- 1916: A Kiss for Cinderella